# ケイト・ショパン
ケイト・ショパン（Kate Chopin、1850年2月8日 – 1904年8月20日）は、アメリカ合衆国の小説家・著作家・詩人・翻訳家。まれにショピンと表記されることもある。代表作は「一時間の物語（The Story of an Hour）」（1894年）、『目覚め (The Awakening)』（1899年）等。妻・母である女性を主人公に、自己の探求、女性のセクシュアリティの解放を描いた『目覚め』は、発表当時、不道徳である等と批判され、ショパンは長く忘れられていた。今日では、アメリカにおけるモダニズムの最も初期の一例として、アメリカ文学の新境地を切り開いた小説家、現代的なフェミニスト文学・女性文学の先駆者として再評価されている。
新聞や雑誌に多くの短編小説を発表し、短編集『バイユーの人々（Bayou Folk）』（1894年）、『アカディの夜（A Night in Acadie）』（1897年）、長編小説『過ち（At Fault）』（1890年、自費出版）、『目覚め』を出版した。

## 略歴

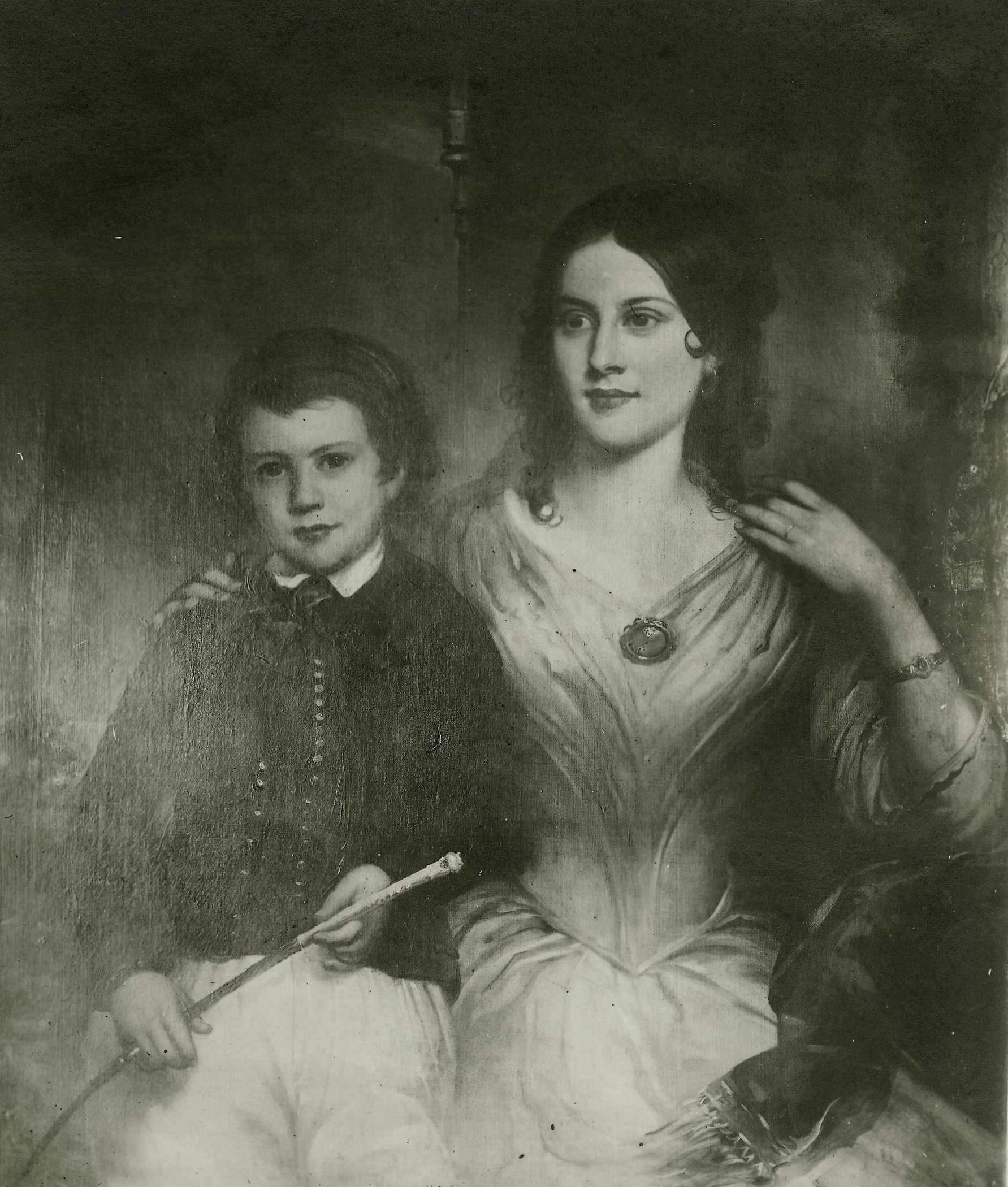
ショパンの母エリザ・オフラーティと異母兄ジョージ

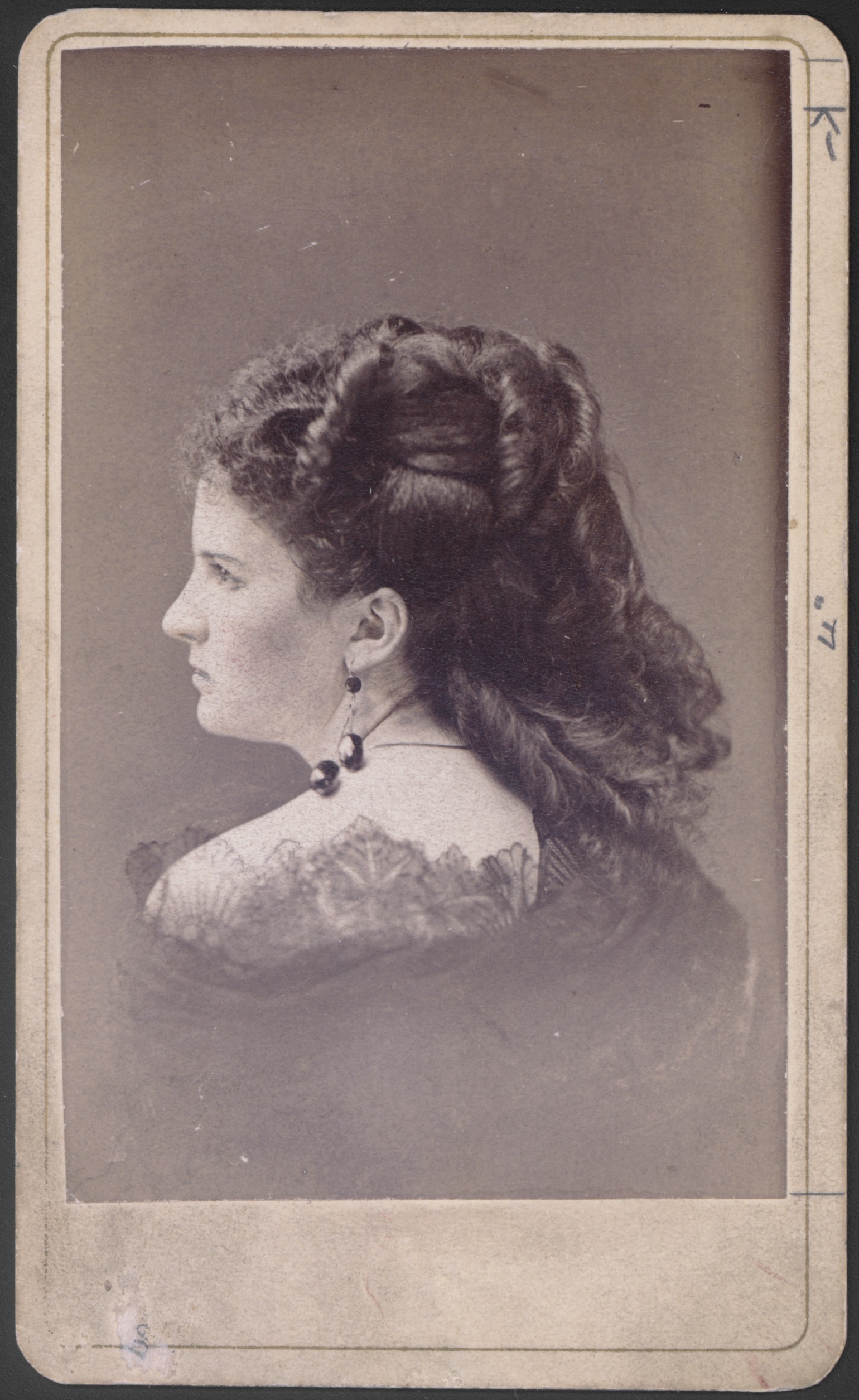
結婚当時のショパン

ミズーリ州のセントルイスで、アイルランド系移民で成功した裕福な商人のトーマス・オフラーティと、セントルイスのフランス人コミュニティの有力な一員で、フランス貴族の血を引き上流階級に属する家の出のクレオール（アメリカがこの地域をフランスから購入する以前から定着していたフランス語文化圏の流れをくむ小社会・人々）のエリザ・オフラーティ（旧姓ファリス。トーマスの2番目の妻）の間に、キャサリン・オフラーティ（Katherine O'Flaherty）として生まれた。当時のセントルイスは西部開拓の根拠地の一つであり、活気にあふれた大きな町であった。父母の異なる文化・言語が混じった環境で育つ。
ローマ・カトリック教徒として育てられ、5歳の時に修道女たちが運営する聖心修道会の寄宿学校聖心アカデミーに入るが、直後に鉄道事故で父親を亡くし、いったん家に戻り、母・祖母・曾祖母という、賢く自立した3代の未亡人で構成された母権的な家庭で2年間暮らした。曽祖母のヴィクトリア・ヴェルドン・シャルルヴィルは、ショパン（便宜的に結婚前も「ショパン」表記で統一する）の教育を監督し、家庭教師として教え、彼女にフランス語や音楽、過去のセントルイスの女性に関するゴシップを教え、人生を「明確に、大胆に」生きることの必要性を説いた。ヴィクトリアは、才気にあふれ、柔軟な、おおらかな精神の持ち主で、セントルイスで初めて夫と法的に別居した女性であり、その後5人の子供を育て、ミシシッピ川で海運業を営む自立的な人物だった。忍耐強く自由で放逸な開拓者たちの生き様を、虚実織り交ぜて物語に仕立て、ショパンに語って聞かせることを好んだという。寄宿学校では、修道女や、生涯の友人であるキティ・ガラシェと深い絆を結び、恩師のメアリー・オメーラに支えられ学んだ。後の作品には、彼女が成長の過程で女性達から受けた養育、教育がベースにみられる。ショパンは、『ボヴァリー夫人』で性の自由と社会道徳との葛藤を描いたフローベール、人生の断片を鮮やかに描いたモーパッサン、独立した女性像の不思議な美しさを示したジョルジュ・サンド、強靭な独立的精神を持ち、女性解放思想の指導者的立場だったスタール夫人といった、ヨーロッパ文学の熱心な読者で、支持者だった。
娘時代のショパンは、読書家で、多感で、客観的な傍観者の立場にいることを好んだという。
ショパンは南北戦争の時代をセントルイスで過ごした。この街の住民は北軍と南軍の両方を各々支持し、家々には奴隷がいた。オフラーティ家も、6人の奴隷を所有する南軍のシンパであった。南北戦争がはじまると、南部連合を支持していたガラシェ一家はセントルイスを追われ、親友を失ったショパンは深い孤独に陥った。1863年に曾祖母が亡くなり、その1ヵ月後ショパンが12歳の時に、南軍兵士として出征していた23歳の異母兄ジョージ・オフラーティが、北軍の刑務所で腸チフスで死亡した。ショパンは5人きょうだいの3番目だったが、彼女の姉妹は幼少期に死亡し、前妻が生んだ兄達は20代前半で死亡し、25歳を超えて生き延びたのは彼女一人だった。ジョージはショパンを可愛がっており、彼の死にショパンは深く傷つき、北軍の兵士が立てた旗を隠して逮捕され、知人の助力で釈放されたものの、セントルイスの「最も幼い反逆者（Littlest Rebel）」として名を知られるようになった。また、伝記作家のエミリー・トスは、ドイツ系アメリカ人の北軍兵士たちが自宅に侵入したと記すショパンの母の私信から、13歳のショパンが性的暴行を受けた可能性を指摘している。
1867年から1870年まで小さなノートに、日記やエッセイ、詩を書き、文章の模写を行っていた。幼少期から家庭で音楽教育を受けており、生まれ持った才能も相まって、腕のいいピアニスト、歌い手、作曲家となり、オペラを愛し、特にワーグナーを好んだ。1868年に寄宿学校を卒業した時には、彼女は素晴らしい語り手であり、優等生で、若々しい皮肉屋、熟練したピアノ奏者として知られていた。1868年にセントルイスの社交界にデビュー。10代後半の彼女は、セントルイス社交界の花形になり、機知に富み、音楽にも多大な関心を寄せていたことが知られている。社交界の人気者だった当時の日記には、人に対しても自分自身に対しても、辛辣で皮肉な表現が見られ、複眼的な視点の持ち主だったことがうかがえる。この頃、ローマ・カトリック教会が女性を服従させていることに疑問を持ち始めた。

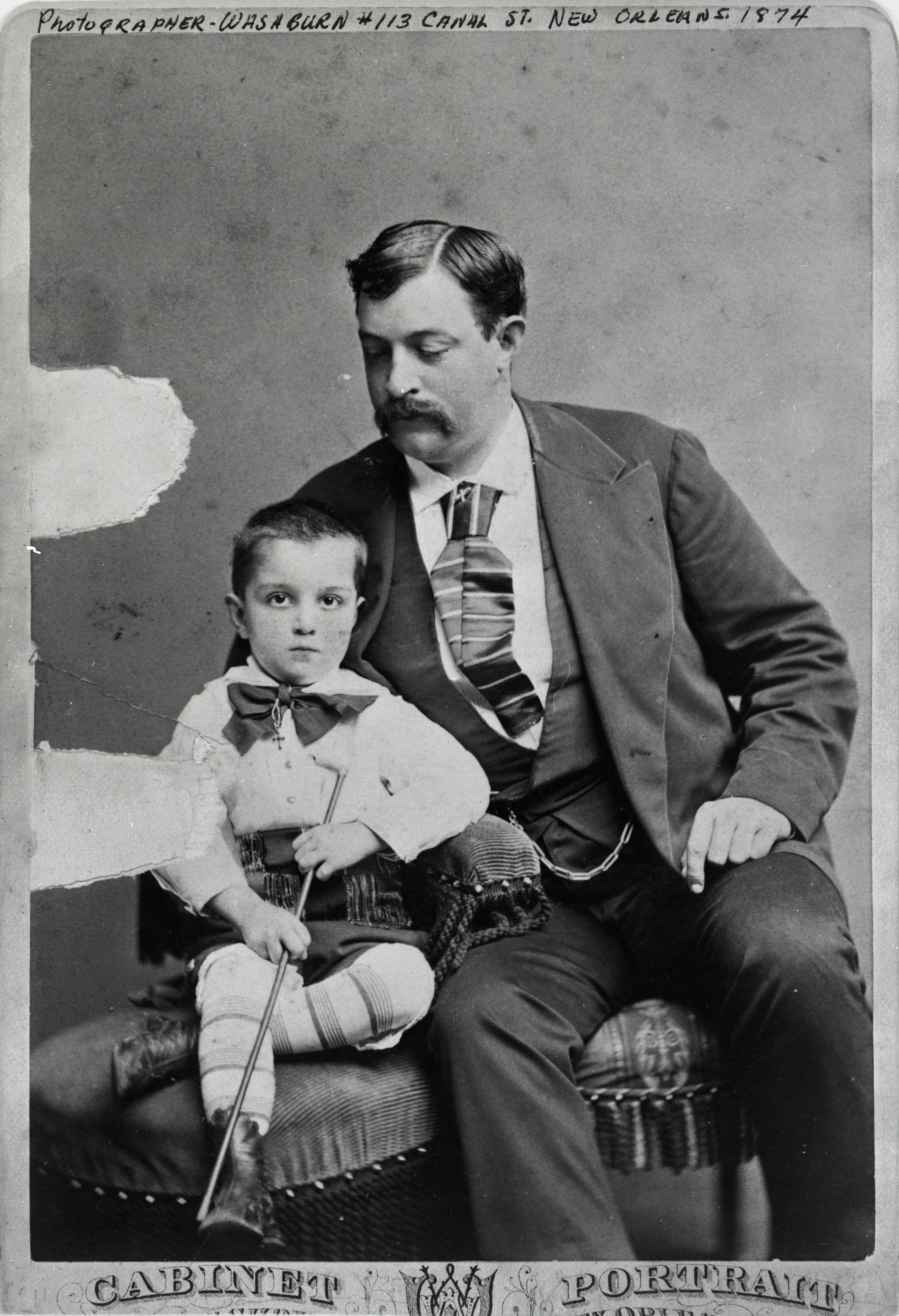
夫のオスカーと息子のジーン

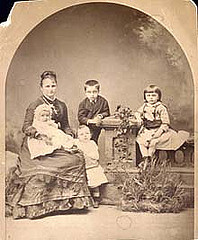
ショパンと子供達。1877年

1870年にルイジアナ州の裕福な綿花農家の息子のオスカー・ショパンと結婚し、彼が綿の仲買人をしていたニューオーリンズに移住した。二人のロマンスの詳細は不明だが、ショパンは彼と結婚することで精神の自由を犠牲にすることはなく、葉巻を吸い、派手でスタイリッシュな服装をするなど、当時の女性として常識破りで、記憶に残る行動をしていた。二人の結婚は幸せなものだったと考えられており、オスカーは妻の知性と能力を高く評価していたようである。元フランス植民地でクレオール文化の濃いニューオーリンズでの生活は、ショパンにとってカルチャーショックのようなものを感じさせた。オスカーは過激な人種差別主義者で、南部の退役軍人による準軍事組織ホワイト・リーグに所属し、1874年にリバティ・プレイスの戦いに参加している。
オスカーは1879年に綿花の仲買いの仕事に失敗し、一家は1880年に、いくつかの小規模なプランテーションを所有する北のナッチトッシュ教区のクルーティエビルに移った。オスカーは雑貨店を購入して経営した。ショパンは地域社会で活発に活動し、クレオールのコミュニティで交流し、周辺の黒人やフランス系の農業労働者の生活と近しく接して知るようになり、後にこの場所と人々が彼女の小説の重要な要素になった。
ショパンはここで時に馬に乗り、急用の際には馬に飛び乗って街の中を疾走する等、当時の女性として型破りで、やりたいことをして、無意味な伝統にしたがうことを拒んだ。喫煙や、人目を引くファッション、性的な魅力が、人々の間で後まで語り草となっている。29歳までに5人の息子と1人の娘を出産した。子供の一人には、南北戦争で亡くなった兄ジョージの名を付けている。
1882年に、夫オスカーが沼地熱（マラリア）で死去し、32歳で未亡人となった。12,000ドル（今日の約 100 万ドルに相当）の借金と6人の幼い子供が残された。急にレディから経営者に転身することになり、農園と雑貨店を続けようと努力したがうまくいかず、経済的困難に陥った。この頃、地元のビジネスマンや既婚の農家と不倫をしていたと噂されており、半世紀以上後に現地を訪れた伝記作家のエミリー・トスは、不倫相手の娘が「ケイト・ショパンは私の両親の結婚を破壊した」と常々語っていたと伝えている。母に生まれ故郷のセントルイスに戻ってくるように説得され、母の経済支援で1884年に子供と共に移り、経済的な問題がなくなり徐々に生活も落ち着いたが、まもなく母が死去。夫と母を次々に失ったショパンはひどいうつ状態に陥り、かかりつけ医や友人から、書くことが癒しになり、エネルギーを集中させることができ、収入源にもなるとアドバイスを受け、執筆を始めた。執筆を勧めた娘時代からの友人は、彼女に、進化論を説いたチャールズ・ダーウィンやトマス・ヘンリー・ハクスリー、ハーバート・スペンサーの再読を勧めた。
1889年に短編作家としてデビュー。最初の5作品の舞台は南部ではなく、発表された媒体も地方の小さな雑誌や新聞だった。作品を発表し始めたころから、教会を通しての神ではなく、自然のうちに遍在する神に心を向けるようになり、教会を離れた。最初の長編小説『過ち（At Fault）』を執筆したが、編集者に出版を拒まれ、1890年に自費出版した。この作品は、離婚問題を道徳ではない面から取り上げた最初のアメリカ作品だとされている。アルコール依存症や情事を描いており、否定的な評価を受けた。

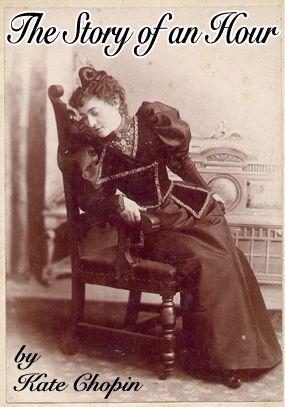
ショパン

1891年にルイジアナのクレオールやアカディアン、黒人を題材にした「A No-Account Creole」と「For Marse Chouchoute」により、多くの購読者を抱える雑誌「センチュリー・マガジン」と「ユース・コンパニオン」の掲載が決まり、作家としての登竜門を上り、作品が幅広い読者の目に触れるようになった。宇津木まり子は、「題材を模索していたショパンを『南部地方色作家』として位置づけ、彼女のその後の方向性を決定づけることになった。」と述べている。1891年に短編小説「小川（バイユー）の向こうに（Beyond the Bayou）」を発表。
彼女の小説や記事は世間の注目を集め、人気作家として、セントルイス社交界で数年間有力者であった。1890年代初頭には文学サロンを主催しており、彼女の「木曜会（Thursday’s）」には、創造的な得意分野を持つ人々が集った。メンバーの多くは新聞の関係者で、彼女の作品は新聞で頻繁に批評され、書いた記事の多くは日刊紙に掲載された。時折新聞に散文やエッセイを書き、翻訳の仕事も行った。ノンフィクションの記事を地元や全国区の出版物に書くこともあったが、彼女の関心はフィクションにあった。彼女は女性団体のメンバーでもあり、セントルイス・チルドレン・オブ・ソーダリティに参加し、名門クラブである「水曜日クラブ」の創立委員だった。
1892年から1895年にかけて、子供向けと大人向けの短編小説を書き、「アトランティック・マンスリー」や「ヴォーグ」、「センチュリー・マガジン」、「ユース・コンパニオン」などの雑誌に掲載された。「アトランティック・マンスリー」や「ユース・コンパニオン」、「センチュリー・マガジン」は作家の登竜門としての役割を果たしていたが、「ヴォーグ」はこれらとは趣が異なり、ショパンは「ヴォーグ」に19編と最も多くの作品を寄せた。19世紀末当時、メディアにおいても女性を巡る問題の描写や主題設定に関する制約は厳しかったが、「ヴォーグ」は他の大手雑誌とは編集方針が異なり制約が緩く、ここでの執筆活動が、ショパンの作家としての自由度を高めたと考えられている。
1893年に、「セレスティン夫人の離婚（Madame Celestin’s Divorce）」を含む13編が出版された。続いて2冊の短編集『バイユーの人々（Bayou Folk）』（1894年）、『アカディの夜（A Night in Acadie）』（1897年）を出版し、批評家から好評を博し、作家として好調な滑り出しを見せる。1894年に、夫の死の知らせに開放感を覚える女性を描いた短編小説「一時間の物語（The Story of an Hour）」を発表した。その後、「若きゴッセ博士（Young Dr. Gosse）」という小説を執筆したが、出版には至らず、嫌気がさして原稿を破棄してしまった。
執筆の収入だけで生活することはできなかったが、ルイジアナとセントルイスに所有する不動産からの収入もあり、ある程度余裕を持って暮らした。

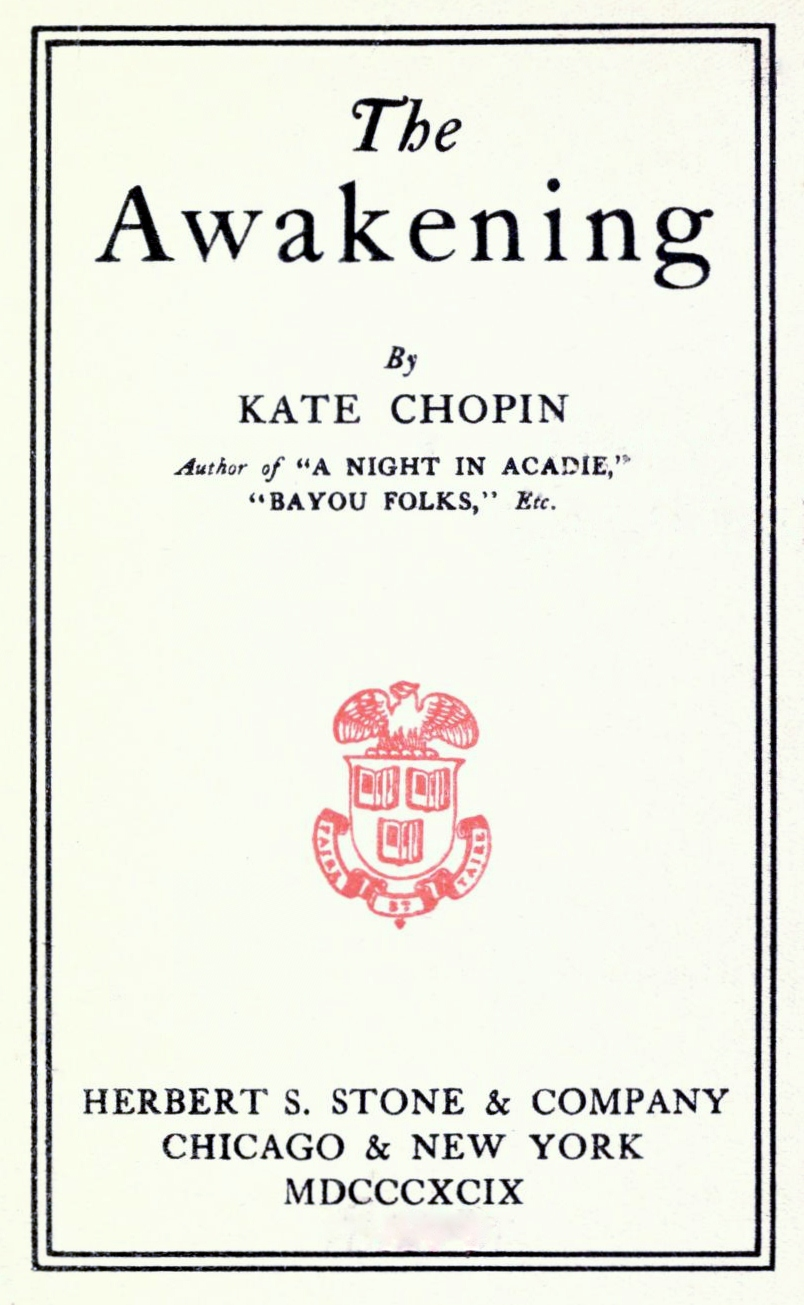
『目覚め』（初版）

1899年に、クレオール社会を舞台に、上流階級の既婚女性エドナを主人公とする長編小説『目覚め  (The Awakening)』を発表。この作品は女性のセクシュアリティの解放をオープンに扱ったが、保守的な時代であり、当時の人々にとっては際どすぎたと言え、幾人かの批評家は芸術性を称賛したが、多くの反応は厳しく批判的なもので、内容が不道徳だと非難し、何ら子女の教育に益する所がなく、有害だと極言する者もあった。セントルイス市の図書館は、『目覚め』を汚らわしい小説とみなし撤去した。
ショパンは否定的な反響に落胆し、次の長編小説は中止され、短編小説の執筆に戻った。小説家として完全に立ち直ることはなく、『目覚め』の失敗で社会的地位が低下し、文学クラブから除名され、社交界から締め出され、再び孤独に陥り、執筆活動は低調になり、その後数編の短編小説を発表するに留まった。『目覚め』出版の1年後、第3の短編集『A Vocation and a Voice』の出版を出版社から拒否され、筆を折った。
1904年8月20日のひどく暑い日にセントルイス万国博覧会に出かけ、帰宅すると息子に頭痛を訴え、翌日意識不明になり、おそらく脳出血で22日に53歳で亡くなった。

## 作品解説・批評
2作の長編小説、96編の短編小説やスケッチ、13篇のエッセイや批評文、20篇の詩（生前に4篇が公表）を残した。生前、短編小説は、特に長編小説と比べると、一般的に高い評価を得ていた。
初期の作品では、19世紀の北米のアフリカ系アメリカ人公民権運動、南北戦争の複雑さ、フェミニズムの萌芽などの身近なテーマや経験を取り上げている。彼女の作品は自伝的なものではないが、自らを取り巻く人々、場所、思想に対する鋭い観察から生み出された。文章は明快で透明感があり、詩情の滲み出る美しい簡潔な文体を駆使し、人生の断片を鮮やかに浮かび上がらせ、折々の人間の心理を見事にえぐり、表現している。作品には鋭利なみずみずしさがあり、日常の隙間にふと覗く非日常の暗い断層が描かれるが、登場人物の性格ゆえか、作風には不思議と明るさがある。ショパンは人間の魂の気まぐれさ（や複雑さ）を理解したいと強く思っており、彼女にとって、人間の魂の暗い部分は、人間であることの一部であった。筆が進む場合もそうでない場合も、執筆は意識的、選択的なものではなく、推敲することもないと語っている。
ショパンは、カトリックの女学校でフランス文学を教えられて親しみ、フランスの短編作家ギ・ド・モーパッサンをはじめとするフランス作家の作品を多く翻訳した。モーパッサンと、アメリカの作家ウォルト・ホイットマンに傾倒しており、この二人は、人間の中にエロスの存在を認め、文学の主題を性にまで押し広げた作家であった。また、フランスの作家エミール・ゾラの自然主義を、それなりに高く評価していた。ゾラのような社会的リアリズムではなく、人間の内的、心理的な領域におけるリアリズムを目指し、主にモーパッサンの影響を受け、自然主義的な文体で執筆した。1970年代の再評価以降、アメリカの『ボヴァリー夫人』として高く評価されるようになったが、フロベールの『ボヴァリー夫人』に影響された証拠はない。
エリザベス・フォックス・ジェノベーゼは、彼女の作品に非常に短い短編があるのは、物語のテーマと同じくらい、どのように語るかという文体の問題を意識し、意識的に試行錯誤していたからだと考えている。明治大学の梶原照子は、ショパンが『目覚め』で試みた語りの新しい手法について、「風俗を描写する写実的な手法と全編の象徴的な語り、内部の抽出話法など、モダニズムを彷彿とさせる。」と評している。
ショパンは作品毎に、執筆日、タイトル、ワード数、投稿した雑誌名とその日付、採用と不採用の別、その通知を受けた日付、作品に対して支払われた金額、出版された日付を綿密に記録し、作品の買取価格に印税の金額を列挙して累計していくリスト、作品のワード数を列挙して累計していくリストを作成し、日給やワード単価といった執筆の収入、費用対効果を記録し分析していた。また、当時の作家には「家族の価値」を重視する道徳の守護者という役割があり、女性作家が評価されるためにはジェンター規範から逸脱しないことが重要であり、ショパンも外面的には女性的な役割を強調する傾向があった。インタビューでは、女性として家事の片手間に執筆しているにすぎないという作り話をし、ほとんどの時間を子育てにあて、執筆より家事を優先すると語り、喫煙の習慣を隠すなど、女性作家としての自身のイメージの演出に気を配った。
「いつも、二重の生の構造を意識してきた。外的な生活は協調し、同化するためのものだが、内面の生は、常に疑問を発し続けている。」と書いており、杉崎和子は、「少なくとも、表面的には、生活環境に立派に順応しながらも、どうしても、それだけではすまされない、生のあがきのようなものが、彼女にはあった。宇宙万物の有機的な流転のなかで、人間だけが、神との特異な契約にもとずいて生存しているという思想には、満足できなかったのだ。」と述べている。
文学史においては、リアリズム文学運動の小説家とされるが、『目覚め』の海のイメージなど、象徴的なイメージが豊かに使われている。彼女の作品は、少なくとも時代に10年先んじていたと言われる。東京大学の渡辺利雄によると、同時代の女性作家のイーディス・ウォートンやエレン・グラスゴーは、当時の「お上品な伝統」（Genteel Tradition）をはみ出すことなく社会風刺を行ったり、道徳の問題を追及したが、最終的には社会の伝統的な価値観を擁護している。渡辺利雄は、彼女たち同時代の女性作家は、女性の登場人物に重点を置き、社会的な価値の問題を扱ったが、ショパンのように女性の自立や自己実現などを主張することはなく、一方ショパンは伝統的な価値体系に反逆したと評している。
長編小説『目覚め』は、不倫を扱っただけでなく、結婚した女性が夫の所有物ではないこと、女性の性的欲求を女性の当然の権利として描いたことで、酷評され、ショパンは批判にさらされた。彼女の死後、初期のフェミニスト作家のパイオニア、第一人者として認められ、作品が再評価され、特に『目覚め』が重要な作品として注目された。

### 地方色
南北戦争前後の南部社会の観察など、周囲の環境が作品に大きな影響を与えており、ショパンは地方作家と呼ばれることもあった。ショパンは、アイルランド系とフランス系の祖先を持ち、ルイジアナでクレオールやケイジャンの影響を受けて育ったことから、多様な文体を取り入れた。当初はクレオール社会を描く、地方色の濃い短編小説を書いており、地方色豊かな作風が特徴の一つである。この時代、民話や南部の方言、地域の体験などを取り入れた「地方色（ローカル・カラー）」を特徴とする作品が人気を博しており、ショパンの短編小説は、文学的にどうかというより、ローカル運動の一部とみなされるのが一般的であった。ニューオーリンズを中心とするクレオール社会は、フランス文化に影響され男女の恋愛の自由度が高い地域で、既婚女性が若い男性と社交上親しくすることに寛容で、不倫も珍しくなく、短編小説でもこうした風土が利用されている。その執筆活動は南北戦争が終わって20年以上後に始まったが、戦争の余波とルイジアナで過ごした時間に大きな影響を受けている。
彼女の重要な短編小説のひとつに、「ディジレの赤ちゃん（Desiree's Baby）」(1893年) がある。この物語は、当時論争の的になっていたテーマを率直に描いた初期の作品の一つで、赤ん坊のときに捨てられ、愛情深い家庭で養子として育てられた女性ディジレの短い結婚生活を描いた作品である。夫との間に子供が生まれ、その子の肌の色が黒かったことから、夫は彼女が黒人との混血だと決めつけて責め、家から追い出す。彼女が赤ん坊と心中したことがほのめかされ、皮肉なことにその数日後、夫は母が残した手紙を発見し、自分の方が黒人との混血であったことを知る。ルイジアナのクレオールにおける人種差別と異人種間の関係をテーマとしており、アフリカ系の血筋を持つことで、法律や社会から差別や危険にさらされる当時の人種差別をはっきりと描いた。ショパンが執筆していた当時、この問題は一般に公の場で取り上げられることはなかった。
当時、北部大手の雑誌編集者は、地方色文学を南北分断の解消のための方法の一つと捉えており、作品の中で平和的に白人優越主義を描くことを求めていたため、作家が黒人の卑屈さを強調するステレオタイプを多用する後押しとなっていた。ショパンは短編小説で、白人に尽くす善良な黒人や、満ち足りた奴隷として黒人を描くことがあり、特に短編小説で黒人ステレオタイプが多用された。彼女の作品の黒人表象は、夫オスカーの過激な人種差別と裏表とも言える白人優越主義の表れとなっている。宇津まり子は「ショパンのトレードマークとも言える性の探求すら、黒人を始めとする有色人種の女性に社会的に付せられたステレオタイプを利用する形で行われていることは認めざるを得ない。」と述べている。ショパンは、黒人に同情的で、黒人を人間として見ると同時に、南部連合に同情的で、奴隷制を支持していた。彼女は、同じ社会的状況や地位になくても、同じ社会的役割を担わなくても、すべての人間が神にとっては優れて価値があるという考えを説くカトリックの価値観の元で育っており、エリザベス・フォックス・ジェノベーゼは、ショパンへのカトリックの影響を過小評価するべきではなく、彼女は白人と黒人、男女の社会的地位の差、社会階級の存在に深刻な違和感や不公平感を持っていなかっただろうし、それが一般的な感性だろうと述べている。

### 南北戦争
ショパンには南北戦争作家とも言える側面があり、近年彼女の複数の短編小説が南北戦争文学アンソロジーに収録されている。エミリー・トスは、「ケイト・ショパンの最も優れた南北戦争作品」として6つの短編小説を挙げており、立教大学の舌津智之は、19世紀アメリカの近代戦争に対する文学的応答として『目覚め』を再読し批評を行っている。
「ゲティスバーグからの魔術師」（1892年）や「アルシビヤードの帰還」（1892年）、「小川の向こうに」（1893年）といった作品は、南部を舞台とし、旧南部の視点から戦争が回顧されている。「小川の向こうに」では、戦時下の恐怖体験から外界に適応できなくなり、バイユー（小川）の向こう側に行けなくなった元奴隷の女性が、元主人の白人一家のかわいい孫が怪我をした際に、助けるためにトラウマを乗り越え、バイユーの向こうの外の世界に歩みだす物語で、一見幸福な結末の短編であるが、奴隷制南部の価値観が再演されており、他作品以上に深い闇を内包している。これらの作品では、敗北した南部の悲劇性と暴力性とが等しく前景化しており、南北戦争から長い年月が経っても、過去の暴力体験がなお消えない傷を人々に残していることが描かれる。舌津智之は、時の流れでも癒すことのできないこのトラウマは、若き日のショパンの体験と深く結びついていると述べている。
『目覚め』と同年に執筆された「ロケット（形見入れ）」は、南北戦争に出征した恋人が戦死し、ロケットだけが手元に戻って来るという、恋人の戦死を嘆く女性の苦悩を描いた素朴な挿話である。南北戦争を扱った他の作品とは異なり、この物語において戦争は過去の出来事ではなく、現在の現実である。「戦争の恐怖」と「恐ろしい喪失感」を、救いや見返りのない形で描いた本作は、米西戦争への機運が高まっていた中、次々と編集者に出版を断られ、生前に世に出ることはなかった。
『目覚め』は南北戦争と関連付けて語られることは少ないが、主人公のエドナは元南軍大佐の父親を持ち、母は幼くして亡くなり、戦後再建期に少女時代を過ごしており、父の体現する旧南部の価値観を受け継いでいる。「ロケット」の出版拒否を受けてか、『目覚め』のテクストの表層には、暗喩的・間接的に戦争の記憶や予感をにじませる表現が多くみられる。

### 女性の表現
彼女の作品のほとんどは、繊細で知的な女性の人生に焦点を当てたものであった。ショパンの作品の特徴として、女性の解放、特に女性のエロス、セクシュアリティの解放をオープンに取り上げ、女性の自由な性（あるいはその願望）を描いたことがある。19世紀のアメリカでは、女性は結婚前は父親の、結婚後は夫の所有物であり、投票権なども持っておらず、良き妻として夫に尽くし、子供を育てるのが唯一の存在意義であり、伝統的な価値体系を守る岩のような存在だと考えられていた。しかし南北戦争後には、女性にも新たに様々な人権が認められるようになり、妻・母以外の生き方の可能性が生まれつつあり、ショパンはこのような時代に作家として活動した。ただし、南部の女性は、中世ヨーロッパ以来の神話的な騎士道精神に基づいた女性観を受け継いでおり、必ずしも女性の社会進出を支持せず、女性の間でも、南北で女性問題に対してかなり温度差があった。南部の女性は、夫が君臨する家庭の中で人格を持った人間として扱われることを望んでいたが、当時の南部では、これですら「新しい女」の危険な思想とみなされていた。
最初の長編小説『過ち（At Fault）』は、離婚した男に恋する30代のカトリックの未亡人テレーズを主人公としており、テレーズはのちの『目覚め』のエドナのように、外に向けた自分と内なる自分を調和させるのに苦労している。彼女はカトリック教徒として離婚という考えを受け入れることができないが、愛する男性を自分の人生から締め出すこともできない。
1893年に「ヴォーグ」に掲載された短編小説「一時間の物語」は、現代のフェミニスト文学（modern feminist literature）のジャンルに分類されており、多くの人が、この作品が現代のフェミニスト文学運動の始まりであると主張している。1000文字程度の非常に短い短編である。夫の死の知らせを聞いた心臓病の女性ルイーズが、悲しみと混乱から、夫を愛しく思うが、彼がいかに自分の自我を圧迫していたかを理解し、自由を噛みしめ、深い解放感と喜びを感じ、自己主張の強い衝動を自覚するまでの内面の過程を描いた「一時間の物語」は、ショパンの最も有名な短編のひとつとなった。死の知らせは誤報であり、戻ってきた夫を目にしたルイーズは、強い衝撃を受け心臓病の発作で亡くなり、医師たちは彼女が「死ぬほどの喜びのあまりに」心臓発作を起こし、死んだのだと言う。
1897年に「ヴォーグ」に掲載された「絹のストッキング（A Pair of Silk Stockings）」では、生活に疲れ、くたびれた服装のソマーズ夫人が、ささやかな臨時収入を家族のために使おうと思いつつも、デパートで美しい絹のストッキングに触れたことで、強い衝動が沸き上がり、自分のために絹のストッキングを買い、靴を購入する。買い物し、カフェに入り、観劇して午後を過ごすことで、心が深く満たされ、華やかだった娘時代と対照的な、夫と子供を第一に考える、裕福ではない家庭の慎ましい主婦・妻・母としての暮らしで磨り減っていた自信や自尊心が回復する。短い幸福な時間が終わり、帰途に就いたソマーズ夫人は、家に向かうケーブルカーがどこにも到着しなければいいのに、という強烈な思いに凍り付く。
エミリー・トスは、「ヴォーグ」が「一時間の物語」や「絹のストッキング」といった先鋭的な短編を熱心に掲載したため、ショパンはスキャンダラスな『目覚め』も受け入れられるだろうと誤解したと推測している。
当時は、女性は結婚と母性以外の欲望をほとんど持たない平面的な存在として描かれることが多く、ショパンが描いた自立と自己実現のために奮闘する女性像は、珍しく画期的なものだった。ショパンは大きな変革の時代の中で、主に女性による環境で育ち、その影響が作品にも表れている。尊敬に値する強い女性たちの家系に生まれ育った彼女は、女性という存在を極めて真剣に考えており、女性が強くなれるということを疑うことはなかった。作品の中で、個々の女性を一人の人間として、それぞれの欲求や願いを持つ複雑で立体的なキャラクターとして真剣にとらえて描き、そのためショパンは今日では「プロト・フェミニスト」であると考えられている。家父長制の神話に対する女性の抵抗の形を様々に示し、作品のテーマとして多様な角度から取り上げており、その表現は時が経つにつれ変化した。初期の作品短編小説では、家父長制に激しく抵抗する女性が描かれ、周囲から不信感を抱かれたり、狂気として退けられたりしていたが、徐々に作品に描かれる主人公の抵抗の戦略は、静かで密やかなものになっていき、周囲にすぐに悟られたり見捨てられたりすることなく、自分の望みを達成するようになった。
マーサ・カッターは論文「ケイト・ショパンの作品における女性的な声の探求」で、ショパンの物語の多くに登場する女性キャラクターを分析している。また、ショパンが女性を「見ることも、聞くこともできない性」と考えていることは、『目覚め』におけるエドナのキャラクター設定を通じて示されていると論じている。カッターは、ショパンの文章は、その性的アイデンティティと女性の欲望の明確化という点で、衝撃的なものであったと考えている。カッターによれば、ショパンの物語は、家父長制の規範を破壊するものであった。
嵐の晩に元恋人と一夜を共にする既婚女性を描いた「嵐（The Storm）」も、あからさまにセクシュアリティを描いたことで、生前は出版されていない。主人公のカリクスタは、突然の嵐に偶然雨宿りに来た元恋人と関係を持ち、二人は湧き上がる衝動のままに官能の一時を過ごし、微笑んで別れ、それぞれの伴侶と子供との幸福な人生に戻る。
ショパン作品のセクシュアリティの表現は、当時のアメリカの「お上品な伝統」の読者にとって、風変わりで、眉をしかめるようなものであり、読者の常識を超えた革新的なものであった。女性のセクシュアリティが、結婚からも、さらには恋愛からも独立したものとして描かれている点も、非常に新しかった。
彼女が作品で行った女性の自立についての探求は、かなり後になるまで評価されることも賞賛されることもなかった。ショパンは多くの意味で、時代に先駆けた女性であった。
ショパンは「結婚からの解放」「女性の自立」を繰り返し作品に描いたが、武蔵大学の新井景子は、女性の「解放」のテーマが「必ずしも明確なフェミニズム的告発としてではなく、より複雑で曖昧なものとして示されている点も特徴である。」と述べている。「現在の状況に何となく不満な女性」というモチーフは、『目覚め』でも繰り返されている。九州産業大学の西田智子は、「理論や理屈ではなく、五感による経験を通して刺激されたEdna（『目覚め』の主人公）の感性こそが彼女に人間の本質の意味を教えているという現実は、まだ自立や自由な生き方の追求といった問題に対して自らの意見を語るすべや社会通念を備えていなかった当時のアメリカ社会における家庭の女性たちの状況を象徴すると考えられる」と指摘している。福岡女子大学の酒井三千穂は、ショパンのいくつかの作品には、対照的な要素を置き、そのどちらに重点を置いているのかわかりにくいという特徴が見られ、そのため読者の持つ尺度によって作品の印象や解釈が大きく左右されると指摘している。
彼女の作品は今日、フェミニスト批評で取り上げられることが多いが、ショパン自身はフェミニストや女性参政権論者ではない。Norton Critical Edition（初版）の『目覚め』の編者マーガレット・カリー（Margaret Culley）は、彼女はそれどころか、全てのイデオロギーに疑問を抱いていたと述べている。ショパンは、社会改革は随時修正が必要であるため、文学の主題に欠かせない普遍性と永続性に欠けると見なしてしていた。杉崎和子は、社会改革的な主張や問題提起は、可変的であるため、彼女が魅了されていた文学の主題には、直接結び付きにくい、文学の普遍のテーマとは「愛」であると述べている。
エリザベス・フォックス・ジェノベーゼは、彼女がフェミニズムや女性の参政権に関心を示さなかったのは、女性に対する自信や信頼のなさや自由への欲求の欠如ということではなく、自由に対する考え方の違いであり、彼女にとって自由とは、精神、魂、人格の問題であり、世界や神によって課された制約の中で、自分の人生を生きることだと考えていたのだという。ショパンが、結婚や母親になったことを後悔したり、課せられた義務を放棄したり、自分が生きる世界を再構成しようとした形跡はない。ジェノベーゼは、「彼女は、自分が考えたことをすべて実行しなければならないと信じている人ではなかったと思います。そして、すべての思考が行動につながると信じていなければ、より自由な思考ができるとさえ考えていたのではないでしょうか。とてもヨーロッパ的で、とても堅実な人でした。」と述べている。ジェノベーゼは、ショパンを女性に関する特定の政治的大義に結びつけることは、彼女の名誉にはならず、言葉にできない繊細な考えや感情を捉え、表現しようと献身的に取り組んだ才能ある作家の仕事に対する、理解の妨げになると懸念している。米塚真治は、生前のショパンと『目覚め』の読解から、ショパンがフェミニズムのイデオロギーから距離を取っていたという見解を示し、フェミニスト批評の解釈には強引さがあるとみている。

### ダーウィンの進化論の影響
ショパンは、宗教的・道徳的規制が文化の全ての分野において優先した当時のアメリカ南部社会の中で、「芸術としての文学を生み出すためには、その主題追及において、人間（ダーウィン的な意味での）の本能、本能的衝動を無視することは、絶対に不可能だ」と考えた。
杉崎和子は、ショパンが友人に語ったという「私なら、修道女になるより、犬になったほうがずっといいわ。だって、犬の存在は小さいけれど、本物の『主』の実体でしょう？でも、修道女のほうは幻でしかないもの」という言葉には、明らかにダーウィンの影響が見られると指摘している。バート・ベンダーによれば、彼女はダーウィンの『人間の進化と性淘汰』に興味を持っていた。
しかしショパンは、ダーウィンのが説いた進化の過程には同意したものの、性的選択と女性の役割に関する理論に異議を唱えており、ベンダーによると、それは『目覚め』においてショパンが『人間の進化と性淘汰』を参照していることからもうかがえる。ベンダーは、ショパンがその著作において、生殖や愛の欲求ではなく、自らの性的欲望に基づいて選択する力を持つ女性キャラクターを提示したと考え、『目覚め』のエドナ、『立派な女性』のバローダ夫人、『一時間の物語』のマラード夫人を例にしてこの考えを論じた。

#### 動物目線
辻本庸子は、ショパンには「単に動物愛護や動物好きというのではない、己れが動物として視るという意識のあり方」、「動物目線」ともいうべきものがあったように思う、と指摘している。19世紀末、ダーウィンに続く多くの科学者たちは、女性は男性と異なり動物並みの劣等人種だと公言しており、こうした見解は古代ギリシャのアリストテレスにもみられ、長い歴史を持つ思想であった。
ショパンは『目覚め』の出版前後に、人間の持つ「アニマリズム」に焦点をあて、「人間のような動物（馬）や、動物のような人間を主人公とする短編」を書き、作品の中で「女性の、そして人間の持つ動物性を肯定する。いや、むしろ動物のようにあることにこそ意義」を認めた。辻本庸子は、このような作品を書いた彼女が当時、強い批判を浴びたことは至極当然といえるだろう、と評している。

### 『目覚め』
1899年の『目覚め』は、ひとりの女性が独立したアイデンティティを確立するための戦いを探求した作品で、自己発見の超越的な旅の物語でもある。女性のセクシュアリティ、性的な感情を描き出した実験的な小説であった。女性の性の解放と自立というテーマから、フェミニズムの観点の批評が多いが、作品における「わたしという存在（being）・魂（soul）の可能性」の探索は、女性特有のものではなく、現代人が抱える自己の問題につながっている。
『目覚め』の女性キャラクターは当時の社会規範の基準を超えており、女性の性欲が否定されていた時代に、主人公のエドナはそれまで男性に占有されていた「性的欲望の主体となること」に目覚めて性的欲求を持ち、欲望を持つ主体としてふるまい、神聖な母性という神話に疑問を抱く。本作は、女性によって女性の内面がこれまでになく大胆に描かれたことが特徴と言える。渡辺利雄は、「女性は家庭という巣づくりに専念しようと、大空に舞い上がろうと、まず第一に、個人、自分自身であることを求めたというのである。」と述べている。
当時、特に女性は道徳的であることが尊ばれ、セクシュアリティに対して世間は保守的であり、女性向け小説の世界では、感傷的で道徳的な家庭小説が流行していた。官能的で自立を求めるひとりの女性を描いた本作は、あまりに時代を先取りしすぎていたと言え、保守的な時代に世論の激しい批判を浴びた。ただし、露骨な性行為の描写があるわけではなく、本作が問題視されたのは、経済的にも世間的にも非常に恵まれているように見える主婦・母の主人公エドナが、「伝統的な女性の地位をゆるがすような行動をとった」からであるとみられている。基本的には、女性の自立を訴えているが、特定のイデオロギーを主張しているわけではない。物語の最後、エドナは一人裸で海に入り、自殺する。絶望による自殺と解釈されがちであるが、沖へと泳ぎ去るエドナは意気揚々とし、歓びにあふれているようにも見え、結末には曖昧なところがあり、様々に解釈されてきた。

### 同性愛的要素
1896年の「ライラックの花（Lilacs）」は、修道院で子供時代を過ごし、5年程春に修道院を訪問していた女優のアドリアンが、ある年突然修道院に訪問を拒否され、互いに深い愛着を持っていたアドリアンとシスターのアガサが、修道院の内と外で泣き崩れるという物語である。作中では訪問拒否の事情やアドリアンの人生の詳しい説明はされておらず、読者が女優という職業に抱くイメージ、偏見を作品に読み込み、アドリアンの生活や彼女が抱える問題、訪問拒否の理由等を想像させる構成になっており、女優のアドリアンはパリで爛れた生活をしており（パリでどんな暮らしをしているかは作中では描かれておらず、読者の想像である）、それが知られてしまったというヘテロセクシュアル解釈と、アドリアンとアガサが愛し合っていたというレズビアン解釈がある。
また、1897年の「フェドーラ（Fedora）」には、最後に女性同士のキスシーンがあり、こちらもレズビアン解釈が行われてきた。また、『目覚め』でも、エドナと同性の友人たちとの交流には、多分にセクシュアルな要素がある。

### 再評価
『目覚め』は半世紀以上もの間文学的価値を見出されず、数十年間絶版になっていた。彼女の作品は死後ほとんど忘れられ、半世紀以上にわたって正当に評価されず、事実上無視されていたが、1920年代に短編小説がアンソロジーに掲載されて徐々に読まれるようになり、1932年には、カトリックの神父でもあるダニエル・ランキンが散逸しかけていた原稿を集め、ショパンの知人にインタビューをして『ケイト・ショパンとクレオールの物語』を出版した。伝記では単なる地方作家として扱われ、短編については良く述べられているが、『目覚め』は不健全極まりない作品と酷評されていた。
研究者たちは1950年代までに、『目覚め』が洞察に満ちた心を打つ長編小説であると考えるようになっていった。ノルウェーの学者パー・セイヤーステッドが1969年に全集を編纂し、ショパン研究の端緒を開いた。パー・セイヤーステッドは伝記で、ショパンがいかに「アメリカ文学に新しい境地を開いたか」論じ、これがよく知られており、ショパンは1970年代以降、高く評価されるようになった。1976年には、Norton Critical Edition に加えられ、『目覚め』のテキストだけでなく、作品の時代背景、主要な先行研究の情報に、容易にアクセス可能になった。フェミニスト文芸批評家によりフェミニズムの観点からの読み直しが行われ、研究者たちはフェミニストの観点から彼女の作品を批評・評価し、ショパン作品の登場人物が家父長制の構造に抵抗していることに注目した。エミリー・トスによると、ショパンの作品が1970年代に人気を集め、評価を高めたのは、社会から課せられた制約の外に飛び出す女性というテーマが、フェミニズムや性革命に参加する人たちの心をとらえたからだという。また、1960年代は、「アメリカの女性たちが、気骨のある先達について知りたいと切望していた時代」であったため、作品が女性たちを惹きつけたのだと考えている。
1990年にはエミリー・トスが、一次資料まで詳細に確認した伝記を発表し、1951年とされていた生年が1950年となる等、それまでの情報の誤りが訂正された。本書が今のところ、伝記の決定版となっている。
1999年には「Kate Chopin: A Reawakening」というドキュメンタリーが作られ、ショパンの人生と作品について語られた。彼女は同時代の他の有名作家に比べて主流文化で取り上げられることは少ないが、文学史における影響力は否定できない。その画期的な作品群は、女性の自我、抑圧、内面といったテーマを探求する、後のフェミニスト作家に続く道を開いた。現在では20世紀の最初のフェミニスト作家のひとり、第一人者とみなされており、重要な位置を占めており、アメリカ文学の「正典」（canon）として高く評価されている。彼女の作品、特に『目覚め』は、アメリカ文学の授業で教えられることが多い。今日、『目覚め』はアメリカ中の文学コースで上位5位に入る人気小説であると言われている。大学進学適性試験 SATを作成している College Board による、大学に進学する生徒への推薦図書のリスト「101 Great Books」には、『目覚め』が含まれている。
今日では、エミリー・ディキンソンやルイーザ・メイ・オルコットと並んで分類されることもある。彼女たちもまた、社会の期待に背を向けながらも、充実感と自己理解を得ようとする自立的な女性の複雑な作品を書いており、このような女性像は当時珍しく、女性文学の新境地を示すものであった。
また、ブリット・ベネットによる2020年のアメリカのベストセラー小説『ひとりの双子（The Vanishing Half）』は、物語に他の作家の作品の様々な引喩を仕込んでおり、特にショパンの小説に多くを拠っている。

## 主要作品・邦訳
- Emancipation. A Life Fable. （1869年後半または1870年初頭に執筆。1963年出版[70]）[71]
  - 「解放 : 人生の寓話」『目覚め』瀧田佳子 訳、荒地出版社、1995年。
- With the Violin（1889年）[72]
  - 「ヴァイオリンをかかえて」『ケイト・ショパン短篇集 : 南部の心象風景』服部瑗子 訳、杉崎和子 編、桐原書店、1988年。[73]
- At Fault（1890年（自費出版）、過ち[74]）
- Mrs. Mobry's Reason（1891年）
  - 「モブリー夫人の理由」『ケイト・ショパン短篇集 : 南部の心象風景』杉崎和子 訳、杉崎和子 編、桐原書店、1988年。
- A No-Account Creole（1888年。1891年に書き直し）
- For Marse Chouchoute（1891年）
- A Harbinger（1891年）
  - 「恋の先触れ」『ケイト・ショパン短篇集 : 南部の心象風景』犬養みずほ 訳、杉崎和子 編、桐原書店、1988年。
- Doctor Chevalier's Lie（1891年）
  - 「シュヴァリエ先生の嘘」『ケイト・ショパン短篇集 : 南部の心象風景』犬養みずほ 訳、杉崎和子 編、桐原書店、1988年。
- Beyond the Bayou（1891年）
  - 「小川の向こうに」『ケイト・ショパン短篇集 : 南部の心象風景』加藤輝美 訳、杉崎和子 編、桐原書店、1988年。
- Ripe Figs（1892年、熟したイチジク）
- Caline（1892年）
  - 「キャリン」『ケイト・ショパン短篇集 : 南部の心象風景』石塚倫子 訳、杉崎和子 編、桐原書店、1988年。
- At the Cadian Ball（1892年、The Storm の前日譚）
  - 「ケイジャンの舞踏会で」『目覚め』瀧田佳子 訳、荒地出版社、1995年。
- Désirée's Baby （1893年。1894年『Bayou Folk』に収録）
  - 「デジレの赤ん坊」『ケイト・ショパン短篇集 : 南部の心象風景』佐藤知津子 訳、杉崎和子 編、桐原書店、1988年。
  - 「デジレの赤ん坊」『目覚め』瀧田佳子 訳、荒地出版社、1995年。
  - 「デズィレの赤ちゃん」『目覚め』宮北惠子、吉岡惠子 訳、南雲堂、1999年。
  - 著梅垣昌子 訳「ディジレの赤ちゃん」『悪魔にもらった眼鏡』亀山郁夫、野谷文昭 編訳、名古屋外国語大学出版会〈Artes mundi叢書 : 知の扉が開かれるときには 世界文学の小宇宙 ; 1 (欧米・ロシア編)〉、2019年。
- Madame Celestin's Divorce（1893年、セレスティン夫人の離婚。1894年『Bayou Folk』に収録[75]。）
- An Idle Fellow（1893年）
  - 「何もしない男」『ケイト・ショパン短篇集 : 南部の心象風景』石塚倫子 訳、杉崎和子 編、桐原書店、1988年。
- A Matter of Prejudice（1893年、偏見の問題）
- A Respectable Woman（1894年、立派な女性[75]。「ヴォーグ」掲載。同年『A Night in Acadie』収録。）
- The Story of an Hour （1894年）
  - 「一時間の物語」『ケイト・ショパン短篇集 : 南部の心象風景』大前佳苗 訳、杉崎和子 編、桐原書店、1988年。
  - 「一時間の物語」『目覚め』瀧田佳子 訳、荒地出版社、1995年。
  - 「一時間の夢」『愛と皮肉の名作物語 : 風変わりな英米短篇集』名作の会編 ; 内田深翠、菊川忠夫、佐原弘一 共訳、海苑社、2006年。
  - 馬上紗矢香 訳「一時間の物語」『病短編小説集』石塚久郎 監訳、平凡社〈平凡社ライブラリー〉、2016年。
  - 著梅垣昌子 訳「一時間のできごと」『悪魔にもらった眼鏡』亀山郁夫、野谷文昭 編訳、名古屋外国語大学出版会〈Artes mundi叢書 : 知の扉が開かれるときには 世界文学の小宇宙 ; 1 (欧米・ロシア編)〉、2019年。
- Regret（1894年、後悔）
- The Kiss（1894年）
  - 「キス」『ケイト・ショパン短篇集 : 南部の心象風景』曽田和子 訳、杉崎和子 編、桐原書店、1988年。
- Her Letters（1894年）
  - 「妻の手紙」『ケイト・ショパン短篇集 : 南部の心象風景』曽田和子 訳、杉崎和子 編、桐原書店、1988年。
  - 佐藤宏子 訳「手紙」『ゴースト・ストーリー傑作選 : 英米女性作家8短篇』川本静子、佐藤宏子 編訳、みすず書房、2009年。
- Dead Men's Shoes（1895年）
  - 「死者の靴」『ケイト・ショパン短篇集 : 南部の心象風景』大道寺彩子 訳、杉崎和子 編、桐原書店、1988年。
- Lilacs（1896年）
  - 「ライラックの花」『女たちの時間 : レズビアン短編小説集』利根川真紀 編訳、平凡社〈平凡社ライブラリー〉、1998年。
- A Pair of Silk Stockings（1896年）
  - 「絹のストッキング」『ケイト・ショパン短篇集 : 南部の心象風景』大前佳苗 訳、杉崎和子 編、桐原書店、1988年。
- Aunt Lympy's Interference（1896年）
  - 「リンピィ小母さんのおせっかい」『ケイト・ショパン短篇集 : 南部の心象風景』葵由紀子 訳、杉崎和子 編、桐原書店、1988年。
- The Blind Man（1896年）
  - 「ブラインド・マン」『ケイト・ショパン短篇集 : 南部の心象風景』服部瑗子 訳、杉崎和子 編、桐原書店、1988年。
- The Locket（1897年）
  - 「ロケット」『ケイト・ショパン短篇集 : 南部の心象風景』杉崎和子 訳、杉崎和子 編、桐原書店、1988年。
- Elizabeth Stock's One Story（1897年）
  - 「エリザベス・ストックの遺作」『ケイト・ショパン短篇集 : 南部の心象風景』曽田和子 訳、杉崎和子 編、桐原書店、1988年。
- The Storm（1898年）
  - 「あらし」『目覚め』瀧田佳子 訳、荒地出版社、1995年。
- The Awakening （1899年）
  - 『めざめ』杉崎和子 訳、牧神社、1977年。
  - 「目覚め」『目覚め』瀧田佳子 訳、荒地出版社、1995年。
  - 「目覚め」『目覚め』宮北惠子、吉岡惠子 訳、南雲堂、1999年。
- The White Eagle（1900年）
  - 「白い鷲」『ケイト・ショパン短篇集 : 南部の心象風景』服部瑗子 訳、杉崎和子 編、桐原書店、1988年。
- The Wood Choppers（1900年）
  - 「薪割」『ケイト・ショパン短篇集 : 南部の心象風景』葵由紀子 訳、杉崎和子 編、桐原書店、1988年。

## 映像化作品
- The Return of the Alcibiade：テレビドラマシリーズ「The Adventures of Jim Bowie」の1956年の一話。[76]
- Five Stories of an Hour： 1988年のテレビ映画。[76]
- The Joy That Kills：1894年の『一時間の物語』の映画。[76]
- The End of August：1981年の『目覚め』の映画。[76]
- Grand Isle：1991年の『目覚め』の映画化。[76]
- The Storm：2009年の「嵐」の短編映画。[76]
- Historia de una hora：2009年の『一時間の物語』の短編映画。[76]
- Kate Chopin's the Kiss：2013年のテレビドラマシリーズの一話。[76]
- Kate Chopin's the Locket：2014年の短編映画。[76]
- Kate Chopin's a Pair of Silk Stockings：2014年の短編映画。[76]
- Kate Chopin's a Respectable Woman：2014年の短編映画。[76]
- The Joy That Kills：2016年の『一時間の物語』の短編映画。[76]
- Ripe Figs：2017年の短編映画。[76]
- A Matter of Prejudice ：2017年の短編映画。[76]
- Dr. Chevalier’s Lie：2018年の短編映画。[76]
- Regret：2020年の短編映画。[77]